# アデライデ・ディ・サヴォイア (シュヴァーベン大公妃)
アデライデ・ディ・サヴォイア (イタリア語: Adelaide di Savoia）またはアーデルハイト・フォン・トゥリン (ドイツ語: Adelheid von Turin; 1050/2年ごろ – 1079年）は、サヴォイア家出身のシュヴァーベン大公妃（在位: 1062年 - 1079年）。夫は、1077年にドイツ対立王にもなったシュヴァーベン大公ルドルフ・フォン・ラインフェルデン。

## 生涯
アデライデの両親は、サヴォイア伯オッドーネとアルドゥイーノ家出身のアデライデ・ディ・トリノである。母方の祖父母には、トリノ辺境伯オルデリーコ・マンフレーディ2世とベルタ・ディ・ミラノがいる。ベルタ・ディ・サヴォイア（1055年に後の神聖ローマ皇帝ハインリヒ4世と婚約）は姉にあたる。
Europäische Stammtafelnの系図によれば、アデライデは最初にギーゴ1世ダルボンと結婚したというが、これは誤りである可能性が高い。実際には彼女は、1060/62年、10歳前後のころにシュヴァーベンの大公ルドルフ・フォン・ラインフェルデンと結婚した。
1069年、ルドルフはアデライデがハプスブルク家のクレットガウ伯ヴェルナー1世と不倫したと主張して離縁した。1071年、アデライデは教皇アレクサンデル2世の前で不義の疑いを晴らし、ルドルフはアデライデと復縁せざるを得なくなった。同時期には皇帝ハインリヒ4世もアデライデの姉ベルタを離縁しようとして失敗している。
1077年、ドイツの諸侯がハインリヒ4世に反抗し、ルドルフを対立王に擁立した。3月26日、マインツ大司教ジークフリート1世の手によってルドルフとアデライデは戴冠した。ルドルフがザクセンでハインリヒ4世と戦っている間、アデライデはシュヴァーベンにとどまって夫の国を死守した。
1079年の復活祭の時期、アデライデは夫と遠く離れたホーエントフィール城で死去し、聖ブラズィーン修道院に埋葬された。

## 家族
ルドルフとの間に、少なくとも4人の子どもをもうけた。
- アグネス・ラインフェルデン (1065年ごろ - 1111年): ベルトルト2世（英語版）と結婚
- アデライデ・フォン・ラインフェルデン (1060年代 - 1090年): ハンガリー王ラースロー1世と結婚
- ベルタ・フォン・ラインフェルデン (1065年ごろ - 1028年以降): ケルミュンツ女伯、ブレゲンツ伯label=ウルリッヒ10世と結婚
- オットー (夭折)
- ベルトルト1世: ルドルフの長男。アデライデの息子との説もあるが議論あり